# Таємниці Парижа
Таємниці Парижа (фр. Mystère à Paris) — колекція французьких антологічних телевізійних фільмів виробництва France 2 . Спільним для цих вигадок є трилерний реєстр у Парижі «Belle Époque» .
Серіал закінчився у березні 2019 р. на каналі France 2, після падіння аудиторії в останніх двох епізодах .

## Список епізодів
1. Таємниця у Мулен-Руж
2. Таємниця на Ейфелевій вежі
3. Таємниця в Опері
4. Таємниця в Луврі
5. Таємниця Вандомської площі
6. Таємниця в Єлисейському
7. Таємниця в Сорбонні

## Головні дійові особи
- Емілі Декен: Дайан Барро (епізод 1)
- Григорій Фітуссі: Жульєн Ансельм (епізод 1)
- Домінік Беснехард: Чарльз Зідлер (епізод 1)
- Адрієнн Полі: Ліла (епізод 1)
- Маріус Колуччі: Арманд Майер (епізод 1)
- Мод Ле Генедал: La Goulue (епізод 1)
- Марі Денарно: Луїза Массард (епізод 2)
- Айса Майга: Генрієтта (епізод 2)
- Грегорі Деранжер: Грегуар Мурат (епізод 2)
- Матільда може: Єва Фонтен (епізод 3)
- Антуан Дюлері: Жульєн Мерсо (епізод 3)
- Фредерік Буралі: Моріс Журдей (епізод 3)
- Аліса Тальоні: Констанція де Куланж (епізод 4)
- Філіп Торретон: Thenard (епізод 4)
- Сіріл Дескур: Фредерік Делаж (епізод 4)
- Марілу Беррі: Жанна Вассер (епізод 5)
- Крістоф Малавой : Цезар Ріц (епізод 5)
- Елоді Наварра: Альбертін д'Аланкур (епізод 5)
- Клементина Селаріе: Мадлен Гасар (6 серія)
- Гілберт Мелкі: Августин Норманд (6 серія)
- Готьє Бату: Віктор Дармонт (6 серія)
- Ален Дуті : Фелікс Форе (6 серія)
- Девід Саллес: Казимир Джамбард (6 серія)
- Жульєн Пестель: Ніколас Больє (6 серія)
- Жерар Ернандес: Генерал Річмонд (епізод 6)
- Мелані Берньє: Віктуар Міссен'є (серія 7)
- Паскаль Ельбе: Сезар Гарбот (серія 7)